# Policejní vyznamenání Jihoafrické republiky

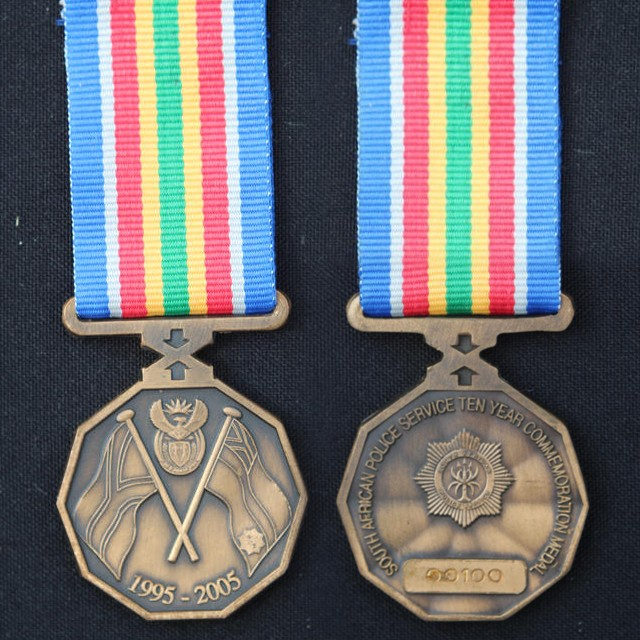
Pamětní medaile 10. výročí Jihoafrické policejní služby

Vyznamenání a medaile příslušníkům jihoafrických policejních jednotek byly udíleny od roku 1909. V letech 1909 až 1933 byla jihoafrickým policistům udílena britská Králova policejní medaile. Od roku 1923 udílela Jihoafrická unie i vlastní policejní vyznamenání. Poté, co se unie stala v roce 1961 republikou, zavedla vláda pro Jihoafrickou policii zcela novou sadu vyznamenání a medailí. V dalších letech byla přidávána další ocenění. Podobný systém vyznamenání byl v roce 1966 zaveden i pro železniční policii.
V roce 1994 se Jihoafrická policie spojila s policejními silami bývalých samosprávných celků a vytvořila Jihoafrickou policejní službu. I její příslušníci byli nadále oceňováni vyznamenáními z předchozího systému, dokud nebyla tato sestava v roce 2004 nahrazena novým systémem. V roce 2008 byla zavedena podobná série vyznamenání pro městskou a metropolitní policii.

## Jihoafrická policie
Jihoafrická policie byla založena roku 1913 jako národní policejní síla. Měla také sekundární vojenskou úlohu, která se dostala do popředí během první i druhé světové války.

### 1923 až 1963
Příslušníci jednotky měly nárok na britské vyznamenání Králova/Královnina policejní medaile, které se každoročně udílela v celém Britském impériu. Tato praxe byla zrušena v roce 1933, protože Jihoafrická unie získala nezávislost v rámci Britského Commonwealthu. V roce 1937 byla původní medaile nahrazena zvláštní jihoafrickou verzí tohoto ocenění. Od roku 1923 udílela Jihoafrická policie i vlastní medaili za dlouholetou službu, která byla udílena i za statečnost. Do roku 1952 byla vyznamenání součástí britského systému používaného v Jižní Africe. V roce 1952 se stala součástí nového jihoafrického systému státních vyznamenání.
- Královnina policejní medaile byla udílena v letech 1937 až 1961.

- Medaile za službu v Africe
- Policejní medaile za dobrou službu byla udílena v letech 1923 až 1963.

### 1963 až 2003
Poté, co se Jihoafrická unie stala v roce 1961 republikou, zavedla vláda nový systém vyznamenání pro Jihoafrickou policii. Tento systém byl několikrát rozšiřován. V roce 1994 se Jihoafrická policie spojila s policejními silami bývalých autonomních oblastí v Jižní Africe a vytvořila Jihoafrickou policejní službu.

#### Vyznamenání
- Hvězda za vynikající velení Jihoafrické policie byla udílena v letech 1979 až 1986.
- Hvězda za vynikající službu Jihoafrické policie 2. typ byla udílena v letech 1979 až 1986.
- Kříž za statečnost Jihoafrické policie 1. typ byl udílen v letech 1963 až 1989.
- zlatý Kříž za statečnost Jihoafrické policie byl udílen v letech 1989 až 2004.
- Stříbrný kříž za udatnost Jihoafrické policie byl udílen v letech 1985 až 1989.
- stříbrný Kříž za statečnost Jihoafrické policie byl udílen v letech 1989 až 2004.
- Kříž za statečnost Jihoafrické policie 2. typ byl udílen v letech 1989 až 2004.
- Hvězda za vynikající službu Jihoafrické policie 1. typ byla udílena v letech 1963 až 1979.
- Hvězda za vynikající službu Jihoafrické policie byla udílena v letech 1979 až 2004.

#### Medaile za tažení
- Medaile Jihoafrické policie za boj proti terorismu byla udílena v letech 1974 až 1995.

#### Pamětní medaile
- Pamětní medaile 75. výročí Jihoafrické policie byla založena v roce 1988.
- Medaile sloučení Jihoafrické policejní službyl byla založena v roce 1995.

#### Medaile za dlouholetou službu
- Hvězda za zásluhy Jihoafrické policie byla udílena v letech 1963 až 2004.
- Hvězda za věrnou službu Jihoafrické policie byla udílena v letech 1979 až 2004.
- Medaile za věrnou službu Jihoafrické policie byla udílena v letech 1963 až 2004.

## Jihoafrická železniční policie

### 1934 až 1966
Jihoafrická železniční policie byla zformována v roce 1934. Jejím úkolem bylo střežit železnice a přístavy v zemi. Později odpovídala také za letecký provoz. Jednotka byla vytvořena po vzoru Jihoafrické policie. I příslušníci této jednotky byli způsobilí k příjmu Královy/Královniny policejní medaile. Udílela také vlastní medaili za dlouholetou službu.
- Medaile za dobrou službu železniční policie

### 1966 až 1986
Zcela nová série vyznamenání byla zavedena v roce 1966, tak aby odpovídala oceněním Jihoafrické policie zavedeným již v roce 1963. Systém byl rozšířen v roce 1980, aby odpovídal změnám provedeným v systému vyznamenání Jihoafrické policie z roku 1979. Dne 1. října 1986 byla jednotka sloučena s Jihoafrickou policií.

#### Vyznamenání
- Hvězda za vnikající velení Jihoafrické železniční policie byla udílena v letech 1980 až 1986.
- Hvězda za vynikající oddanost Jihoafrické železniční policie byla udílena v letech 1980 až 1986.
- Kříž za chrabrost Jihoafrické železniční policie byl udílen v letech 1966 až 1986.
- Vyznamenání Jihoafrické železniční policie za vynikající službu bylo udíleno v letech 1966 až 1986.

#### Medaile za tažení
- Medaile Jihoafrické železniční policie za boj proti terorismu byla udílena v letech 1980 až 1986.

#### Medaile za dlouholetou službu
- Hvězda za zásluhy Jihoafrické železniční policie byla udílena v letech 1966 až 1986.
- Hvězda za věrnou službu Jihoafrické železniční policie byla udílena v letech 1980 až 1986.
- Medaile za věrnou službu Jihoafrické železniční policie 1. typ byla udílena v letech 1966 až 1980.
- Medaile za věrnou službu Jihoafrické železniční policie 2. typ byla udílena v letech 1966 až 1980.

## Jihoafrická policejní služba
Jihoafrická policejní služba vznikla v roce 1994 sloučením Jihoafrické policie a policejních složek bývalých samosprávných celků. Do roku 2004 používala dřívější systém vyznamenání. V roce 2004 byl zaveden nový systém.

#### Vyznamenání
- zlatý Kříž za statečnost Jihoafrické policejní služby
- stříbrný Kříž za statečnost Jihoafrické policejní služby
- zlatá Medaile za vynikající službu Jihoafrické policejní služby
- stříbrná Medaile za vynikající službu Jihoafrické policejní služby
- Medaile za velení Jihoafrické policejní služby

#### Pamětní medaile
- Pamětní medaile 10. výročí Jihoafrické policejní služby byla založena roku 2005.
- Cena Jihoafrické policejní služby za podporu Světového poháru 2010 byla založena roku 2010.
- Medaile k stému výročí „Oslava 100 let policejní práce v letech 1913–2013“ byla založena roku 2013.

#### Medaile za dlouholetou službu
- Služební medaile Jihoafrické policejní služby za loajální službu trvající čtyřicet let
- Služební medaile Jihoafrické policejní služby za loajální službu trvající třicet let
- Služební medaile Jihoafrické policejní služby za loajální službu trvající dvacet let
- Služební medaile Jihoafrické policejní služby za loajální službu trvající deset let

#### Medaile pro zvířata
- Hvězda za statečnost pro psy a koně Jihoafrické policejní služby

## Městská/metropolitní policejní služba
Od roku 1998 jsou městské a metropolitní policejní služby řízeny zákonem SA Police Service Act a obecně jsou označovány jako Městská/metropolitní policejní služba. V roce 2008 pro ně byla zavedena řada dekorací a medailí.

#### Vyznamenání
- zlatý Kříž za statečnost Městské/metropolitní policejní služby
- stříbrný Kříž za statečnost Městské/metropolitní policejní služby
- zlaté Vyznamenání za vynikající službu Městské/metropolitní policejní služby
- stříbrné Vyznamenání za vynikající službu Městské/metropolitní policejní služby
- Medaile za velení Městské/metropolitní policejní služby

#### Pamětní medaile
- Inaugurační medaile Městské/metropolitní policejní služby

#### Medaile za dlouholetou službu
- Služební medaile Městské/metropolitní policejní služby za loajální službu trvající čtyřicet let
- Služební medaile Městské/metropolitní policejní služby za loajální službu trvající třicet let
- Služební medaile Městské/metropolitní policejní služby za loajální službu trvající dvacet let
- Služební medaile Městské/metropolitní policejní služby za loajální službu trvající deset let

#### Medaile pro zvířata
- Kříž za statečnost pro psy a koně Městské/metropolitní policejní služby